# Bindu De Stoppani
Bindu De Stoppani est une actrice indienne, née le 19 décembre 1976 à Pune, en Inde.

## Biographie

### Anecdotes
- Son prénom est un terme de yoga, c'est le prénom d'une actrice célèbre à Bollywood dans les années 1970 à 1990.

## Filmographie
- 2000 : La Plage (The Beach) de Danny Boyle : membre de la communauté de la plage
- 2001 : The Life and Adventures of Nicholas Nickleby (téléfilm de Stephen Whittaker)
- 2002 : 28 jours plus tard de Danny Boyle : activiste mordue au début de l'épidémie
- 2004 : On the Loose court-métrage de 8 minutes de Manuela Mancini : jeune femme
- 2004 : Belonging (téléfilm de Christopher Menaul) : infirmière
- 2004 : L'Avvocato (série télévisée de Massimo Donati et Alessandro Maccagni) épisode Il permesso (scénario de Michele Andreoli et Luisa Cotta Ramosino : Sabina
- 2005 : Appelez-moi Kubrick (Colour Me Kubrick: A True...ish Story) de Brian W. Cook : journaliste de la TV 3
- 2010 : Ce que je veux de plus : Enrica
- 2017 : En voiture Camille ! : directrice de la maison de retraite